# Reisegiganten
Reisegiganten A/S är ett norsk IT-företag. 
Reisegiganten utvecklar och marknadsför resesajterna sistaminuten.se, destination.se, afbudsrejser.dk, restplass.no och äkkilähdöt.fi med sökmaskiner för charterresor, paketresor och reguljärflyg. Huvudkontoret ligger i Oslo och har ca 4 anställda.
Reisegiganten etablerades 2009 efter en fusion mellan Solfaktor AS och Restplass.no AS. Före covid-19-pandemin var bolaget också ett resebyrå.